# Donald Duck Adventures
Donald Duck Adventures è una testata Disney a fumetti statunitense.

## Gestione Gladstone e Disney Comics
La Gladstone Publishing pubblicò 48 numeri. I primi 20 vennero pubblicati dal 1987 al 1990 (#1-#20), mentre gli ultimi 28 dal 1993 al 1997 (#21-#48). La serie conteneva storie originali e ristampe da strisce di Paperino degni anni '30 e '40, oltre a strisce di Paperino degli anni '80.
Dal 1990 al 1993 a pubblicare la testata fu la Disney Comics. La numerazione ripartì dal n. 1 e la testata durò 38 numeri.
Dal 1993 al 1997 a gestire la testata fu la Gladstone che decise di ignorare i numeri Disney Comics, facendo ripartire la numerazione dal n. 21.

## Gestione Gemstone
Nel 2004 la Gemstone riesumò la testata, facendo però ripartire la numerazione dal n. 1. La testata era di 128 pagine e conteneva storie recenti con formato tre righe per pagina di produzione danese (Egmont) e italiana (Disney Italia). La maggioranza dei numeri conteneva però solo storie danesi, mentre solo i numeri 14, 15, 16 e 19 ospitarono storie italiane. Questo perché le storie Egmont non avevano bisogno di essere tradotte perché arrivavano alla Gemstone già in inglese; invece le storie italiane dovevano essere tradotte. Le storie italiane ospitate provenivano quasi tutte da Topolino tranne una di Paperinik proveniente appunto dalla testata Paperinik. Ovviamente la maggioranza delle storie avevano come protagonista Paperino, il titolare della testata, ma furono pubblicate anche alcune storie con Topolino.
In questa testata i lettori statunitensi conobbero il personaggio di Paperinik grazie alla pubblicazione di due storie con lui protagonista: una della Egmont (The Legacy ovvero L'Eredità) e una della Disney Italia; non venne però pubblicata la sua storia d'esordio, Paperinik il diabolico vendicatore (1969).
La testata cessò con il n. 21 del dicembre 2006 per l'aumento del costo della carta.

## Testate similari
- Mickey Mouse Adventures, pubblicata dalla Gemstone Publishing (Agosto 2004 - Ottobre 2006)